# N923 (België)
De N923 is een gewestweg in de Belgische provincie Namen. Deze weg vormt de verbinding tussen Jemeppe-sur-Sambre en Ham-sur-Sambre.
De totale lengte van de N923 bedraagt ongeveer 3 kilometer.

## Plaatsen langs de N923
- Jemeppe-sur-Sambre
- Ham-sur-Sambre

## N923a
De N923a is een verbindingsweg bij Jemeppe-sur-Sambre. De route verbindt de N923 met de N90. De totale lengte van de N923a bedraagt ongeveer 110 meter.